# Фудбалска репрезентација Југославије 1927.
Фудбалска репрезентација Југославије је 1927. године одиграла пет утакмица. што је највише одиграних у једној години до тада. У 1927. постигнути су знатно бољи резултати него протеклих година. Побеђене су Бугарска и Румунија, забележени порази од Мађарске, Чехословачке и једна нерешена, поново са Чехословацима а гол-разлика на крају године није била негативна. Ова нерешена утакмица била је прва коју је репрезентација Југославије одиграла на домаћем терену. Четири утакмице су биле пријатељске, а једна је одиграна у Купу пријатељских земаља. са Румунијом. На утакмици са Чекословачком у Прагу коју је репрезентација Југославије изгубила резултатом 5:3 примила је гол у првом минуту, што је био најбрже примљени гол до тада а и много година касније.
У репрезентацији је играло 25 играча од који су седморица били дебитанти.

## Резултати
| #   | Датум  | Противник    | Резултат  | Стрелци | Стадион, Место                 | Глед.  | Судија                      | Састав | Врста | Извор          |
| --- | ------ | ------------ | --------- | --- | ------------------------------ | ------ | --------------------------- | --- | ----- | -------------- |
| 19. | 10.04. | Мађарска     | 0:3 (0:2) | 0:1 Шиклоши 22' 0:2 Орт 31', 0:3 П. Сабо 80'                                                                                      | Улеи ут Будимпешта             | 6.000  | Heinrich Retschury Аустрија | Фридрих (ХАШК (9/0), Врбанчић (ХАШК 12/0), Дасовић (Гра. 6/0), Арсенијевић (БСК 1/0), Премерл (ХАШК 7/0), Кунст (ХАШК 2/0), Бабић (Грађански 7/1), ЈовановићЈуг. (5/3) Мартиновић (Кон. 58‘ 1/0), Першка (Гра. 11/1)), (Перцл (Кон. 2/0), Павелић ((Кон. 1/0) Селектор:Др. Анте Пандаковић (5)    | ПУ    | [ мртва веза ] |
| 20. | 10.04. | Румунија     | 3:0 (3:0) | 1:0 Лубурић 7' 2:0 А. Боначић 23', 3:0 Гилер 25'                                                                                  | Букурешт                       | 15.000 | Ђерђ Гере Мађарска          | Михалчић (Гра. 4/0), Ивковић (Југ. 7/0), Дасовић (Гра. 7/0), Арсенијевић (БСК 2/0), Премерл (ХАШК 8/0), Поповић (Југ. 1/0), Марјановић (БСК 2/0), А. Боначић (Хај. 3/1), Лубурић (Југ. 3/1), Першка (Гра. 12/1)), Гилер (Гра. 4/2) Селектор:Др. Анте Пандаковић (6)                               | КПЗ   | [ мртва веза ] |
| 21. | 15.05. | Бугарска     | 2:0 (0:0) | 1:0 Марјановић 85' 2:0 Марјановић 88'                                                                                             | Славија Софија                 | 16.000 | Николајевич Мађарска        | Михалчић (Гра. 5/0), Ивковић (Југ. 8/0), Дасовић (Гра. 8/0), Арсенијевић (БСК 3/0), Премерл (ХАШК 9/0), Поповић (Југ. 2/0), Марјановић (БСК 3/2), Бек (БСК 1/0), Лубурић (Југ. 4/1), Першка (Гра. 13/1)), Гилер (Гра. 5/2) Селектор:Др. Анте Пандаковић (7)                                       | ПУ    | [ мртва веза ] |
| 22. | 31.07. | Чехословачка | 1:1 (1:0) | 1:0 Першка 35' 1:1 Пуц 47' | Стадион ФК Југославије Београд | 12.000 | Михаљ Иванчич Мађарска      | Михалчић (Гра. 6/0) (Шифлиш САНД 52‘ 1/0), Ивковић (Југ. 9/0), Дасовић (Гра. 9/0), Арсенијевић (БСК 4/0), Премерл (ХАШК 10/0), Поповић (Југославија 3/0), Подује (Хај. 3/0), Першка (Гра. 14/1)), М. Боначић (Хај. 4/0), А. Боначић (Хај. 4/1), Радић (Хај. 3/0) Селектор:Др. Анте Пандаковић (8) | ПУ    | [ мртва веза ] |
| 23. | 28.10. | Чехословачка | 3:5 (1:4) | 0:1 1' 0:2 Ф. Свобода 4', 1:2 Бенчић 9' 1:3 Бејбл 16', 1:4 Ф. Свобода 36' 2:4 Јовановић 56' пен, 3:4 М. Боначић 58' 3:5 Бејбл 61' | Стадион ФК Славије Праг        | 15.000 | Михаљ Иванчич Мађарска      | Михалчић (Гра. 7/0), Ивковић (Југ. 10/0), Дасовић (Гра. 10/0), Арсенијевић (БСК 5/0), Премерл (ХАШК 11/0), Поповић (Југ. 4/0), Марјановић (БСК 4/2), Бенчић (Хај. 5/2), Јовановић (Југ. 6/4), М. Боначић (Хај. 5/1), Гилер (Гра. 6/2) Селектор:Др. Анте Пандаковић (9)                            | ПУ    | [ мртва веза ] |

### Биланс репрезентације у 1927 год
| Година | Играла | Добила | Нерешила | Игубила | Голова дала | Голова примила | Гол-разлика |
| ------ | ------ | ------ | -------- | ------- | ----------- | -------------- | ----------- |
| 1927   | 5      | 2      | 1        | 2       | 9           | 9              | 0           |

### Укупан биланс репрезентације 1920 — 1927 год
| Година  | Играла | Добила | Нерешила | Игубила | Голова дала | Голова примила | Гол-разлика |
| ------- | ------ | ------ | -------- | ------- | ----------- | -------------- | ----------- |
| 1927    | 5      | 2      | 1        | 2       | 9           | 9              | 0           |
| 1920-27 | 18     | 4      | 1        | 13      | 27          | 67             | -40         |
| Укупно  | 23     | 6      | 2        | 15      | 36          | 76             | -40         |

### Играли 1927
| ред. бр | Име                   | Клуб        | Играо 1927. | Укупно играо | Голови 1927. | Укупно голова |
| ------- | --------------------- | ----------- | ----------- | ------------ | ------------ | ------------- |
| 1.      | Данијел Премерл       | ХАШК        | 5           | 11           | 0            | 0             |
| 1.      | Еуген Дасовић         | Грађански   | 5           | 10           | 0            | 0             |
| 1.      | Милорад Арсенијевић   | БСК         | 5           | 5            | 0            | 0             |
| 4.      | Емил Першка           | Грађански   | 4           | 14           | 1            | 2             |
| 4.      | Милутин Ивковић       | Југославија | 4           | 10           | 0            | 0             |
| 4.      | Максимилијан Михалчић | Грађански   | 4           | 7            | 0            | 0             |
| 4.      | Стојан Поповић        | Југославија | 4           | 4            | 0            | 0             |
| 8.      | Фрањо Гилер           | Грађански   | 3           | 6            | 1            | 2             |
| 8.      | Благоје Марјановић    | БСК         | 3           | 4            | 2            | 2             |
| 10.     | Драган Јовановић      | Југославија | 2           | 6            | 1            | 4             |
| 10.     | Мирко Боначић         | Хајдук      | 2           | 5            | 1            | 2             |
| 10.     | Стеван Лубурић        | Југославија | 2           | 4            | 1            | 1             |
| 10.     | Антун Боначић         | Хајдук      | 2           | 4            | 1            | 1             |
| 14.     | Стјепан Врбанчић      | ХАШК        | 1           | 12           | 0            | 0             |
| 14.     | Драгутин Фридрих      | ХАШК        | 1           | 9            | 0            | 0             |
| 14.     | Драгутин Бабић        | Грађански   | 1           | 7            | 0            | 1             |
| 14.     | Љубо Бенчић           | Хајдук      | 1           | 5            | 1            | 2             |
| 14.     | Адолф Перцл           | Конкордија  | 1           | 3            | 0            | 2             |
| 14.     | Шиме Подује           | Хајдук      | 1           | 3            | 0            | 0             |
| 14.     | Винко Радић           | Хајдук      | 1           | 3            | 0            | 0             |
| 14.     | Бранко Кунст          | ХАШК        | 1           | 2            | 0            | 0             |
| 14.     | Геза Шифлиш           | САНД        | 1           | 1            | 0            | 0             |
| 14.     | Иван Бек              | БСК         | 1           | 1            | 0            | 0             |
| 14.     | Иван Павелић          | Конкордија  | 1           | 1            | 0            | 0             |
| 14.     | Егидио Мартиновић     | Конкордија  | 1           | 1            | 0            | 0             |

### Највише одиграних утакмица 1920 — 1927
| ред. бр | Име                   | Клуб        | Играо 1927. | Укупно играо | Голови 1927 | Укупно голова |
| ------- | --------------------- | ----------- | ----------- | ------------ | ----------- | ------------- |
| 1.      | Емил Першка           | Грађански   | 4           | 14           | 1           | 2             |
| 2.      | Стјепан Врбанчић      | ХАШК        | 1           | 12           | 0           | 0             |
| 3.      | Данијел Премерл       | ХАШК        | 5           | 11           | 0           | 0             |
| 4.      | Еуген Дасовић         | ХАШК        | 5           | 10           | 0           | 0             |
| 4.      | Милутин Ивковић       | Југославија | 4           | 10           | 0           | 0             |
| 6.      | Артур Дубравчић       | Конкордија  | 0           | 9            | 0           | 1             |
| 6.      | Рудолф Рупец          | Грађански   | 0           | 9            | 0           | 0             |
| 6.      | Драгутин Фридрих      | ХАШК        | 1           | 9            | 0           | 0             |
| 5.      | Душан Петковић        | Југославија | 3           | 8            | 1           | 2             |
| 7       | Драгутин Враговић     | Грађански   | 0           | 7            | 0           | 0             |
| 7       | Драгутин Врђука       | Грађански   | 0           | 7            | 0           | 0             |
| 7       | Максимилијан Михалчић | Грађански   | 4           | 7            | 0           | 0             |
| 7       | Драгутин Бабић        | Грађански   | 1           | 7            | 0           | 1             |

### Листа стрелаца 1927
| Пласман | Име                | Клуб        | Играо 1927. | Укупно играо | Голови 1927. | Укупно голова |
| ------- | ------------------ | ----------- | ----------- | ------------ | ------------ | ------------- |
| 1.      | Благоје Марјановић | БСК         | 3           | 4            | 2            | 2             |
| 2.      | Емил Першка        | Грађански   | 4           | 14           | 1            | 2             |
| 2.      | Фрањо Гилер        | Грађански   | 3           | 6            | 1            | 2             |
| 2.      | Драган Јовановић   | Југославија | 2           | 6            | 1            | 4             |
| 2.      | Мирко Боначић      | Хајдук      | 2           | 5            | 1            | 2             |
| 2.      | Стеван Лубурић     | Југославија | 2           | 4            | 1            | 1             |
| 2.      | Антун Боначић      | Хајдук      | 2           | 4            | 1            | 1             |
| 2.      | Љубо Бенчић        | Хајдук      | 1           | 5            | 1            | 2             |

### Листа стрелаца 1920 — 1927
| Пласман | Име                | Клуб        | Играо 1927. | Укупно играо | Голови 1927 | Укупно голова |
| ------- | ------------------ | ----------- | ----------- | ------------ | ----------- | ------------- |
| 1.      | Бранко Зинаја      | ХАШК        | 0           | 6            | 0           | 4             |
| 1.      | Драган Јовановић   | Југославија | 1           | 3            | 1           | 4             |
| 3.      | Владимир Винек     | Конкордија  | 0           | 6            | 0           | 3             |
| 3.      | Славин Циндрић     | Конкордија  | 0           | 3            | 0           | 3             |
| 5.      | Душан Петковић     | Југославија | 0           | 8            | 0           | 2             |
| 5.      | Геза Шарас Абрахам | Грађански   | 0           | 2            | 0           | 2             |
| 5.      | Адолф Перцл        | Конкордија  | 0           | 2            | 0           | 2             |
| 5.      | Емил Першка        | Грађански   | 4           | 14           | 1           | 2             |
| 5.      | Фрањо Гилер        | Грађански   | 3           | 6            | 1           | 2             |
| 5.      | Благоје Марјановић | БСК         | 3           | 4            | 2           | 2             |
| 5.      | Мирко Боначић      | Хајдук      | 2           | 5            | 1           | 2             |
| 5.      | Љубо Бенчић        | Хајдук      | 1           | 5            | 1           | 2             |
| 5.      | Артур Дубравчић    | Конкордија  | 0           | 9            | 0           | 1             |
| 5.      | Јован Ружић        | Југославија | 0           | 2            | 0           | 1             |
| 5.      | Јарослав Шифер     | Грађански   | 0           | 6            | 0           | 1             |
| 5.      | Драгутин Бабић     | Грађански   | 2           | 4            | 0           | 1             |
| 5.      | Стеван Лубурић     | Југославија | 2           | 4            | 1           | 1             |
| 5.      | Антун Боначић      | Хајдук      | 2           | 4            | 1           | 1             |
|         | Укупно (18)        |             |             |              | 9           | 36            |